# Natação no Campeonato Mundial de Esportes Aquáticos de 2015 - 4x100 m livre masculino
A prova do revezamento 4x100 metros livre masculino da natação no Campeonato Mundial de Esportes Aquáticos de 2015 ocorreu no dia 2 de agosto em Cazã na Rússia.

## Recordes
Antes desta competição, os recordes mundiais e do campeonato nesta prova eram os seguintes:
| Tipo                  | Atleta         | Tempo   | Local  | Data                 |
| --------------------- | -------------- | ------- | ------ | -------------------- |
|                       | Estados Unidos | 3:08.24 | Pequim | 11 de agosto de 2008 |
| Recorde do campeonato | Estados Unidos | 3:09.21 | Roma   | 26 de julho de 2009  |

## Medalhistas
| Ouro | Prata                                                                                               | Bronze                                                                |
| França · Mehdy Metella · Florent Manaudou · Fabien Gilot · Jérémy Stravius · Lorys Bourelly · Clément Mignon | Rússia · Andrey Grechin · Nikita Lobintsev · Vladimir Morozov · Alexandr Sukhorukov · Danila Izotov | Itália · Luca Dotto · Marco Orsi · Michele Santucci · Filippo Magnini |

## Resultados

### Eliminatórias
Esses foram os resultados das eliminatórias.
| Pos. | Bateria | Raia | Nacionalidade  | Nadadores                                                                                                 | Tempo   | Notas            |
| ---- | ------- | ---- | -------------- | --- | ------- | ---------------- |
| 1    | 3       | 9    | Rússia         | Andrey Grechin (48.42) Danila Izotov (48.08) Vladimir Morozov (48.00) Alexandr Sukhorukov (47.96)         | 3:12.46 | Q                |
| 2    | 2       | 2    | Brasil         | Marcelo Chierighini (48.65) Matheus Santana (48.25) Bruno Fratus (48.55) João de Lucca (48.54)            | 3:13.99 | Q                |
| 3    | 2       | 6    | Itália         | Luca Dotto (48.92) Marco Orsi (47.91) Michele Santucci (48.98) Filippo Magnini (48.63)                    | 3:14.44 | Q                |
| 4    | 2       | 4    | França         | Mehdy Metella (48.51) Lorys Bourelly (49.11) Fabien Gilot (48.12) Clément Mignon (48.79)                  | 3:14.53 | Q                |
| 5    | 2       | 8    | Japão          | Katsumi Nakamura (48.60) Shinri Shioura (48.46) Yuki Kobori (48.83) Takuro Fujii (48.87)                  | 3:14.76 | Q                |
| 6    | 3       | 6    | Canadá         | Santo Condorelli (48.25) Karl Krug (49.19) Evan van Moerkerke (49.37) Yuri Kisil (48.19)                  | 3:15.00 | Q                |
| 7    | 3       | 2    | Polónia        | Paweł Korzeniowski (49.21) Kacper Majchrzak (48.42) Jan Holub (49.39) Konrad Czerniak (48.16)             | 3:15.18 | Q                |
| 8    | 3       | 8    | China          | Ning Zetao (48.36) Lin Yongqing (48.85) Xu Qiheng (49.44) Yu Hexin (48.82)                                | 3:15.47 | Q                |
| 9    | 2       | 0    | Bélgica        | Jasper Aerents (49.37) Emmanuel Vanluchene (49.21) Pieter Timmers (47.85) Glenn Surgeloose (49.07)        | 3:15.50 |                  |
| 10   | 2       | 1    | Reino Unido    | Calum Jarvis (49.27) Ben Proud (48.93) Robert Renwick (48.82) Duncan Scott (48.68)                        | 3:15.70 |                  |
| 11   | 4       | 3    | Estados Unidos | Jimmy Feigen (49.21) Anthony Ervin (49.69) Matt Grevers (48.67) Conor Dwyer (48.44)                       | 3:16.01 |                  |
| 11   | 4       | 7    | Alemanha       | Maximilian Oswald (49.71) Steffen Deibler (48.24) Marco di Carli (48.83) Paul Biedermann (49.23)          | 3:16.01 |                  |
| 13   | 3       | 3    | Austrália      | Tommaso D'Orsogna (49.75) Kyle Chalmers (47.92) Matthew Abood (48.78) Ashley Delaney (49.89)              | 3:16.34 |                  |
| 14   | 4       | 5    | Grécia         | Odysseus Meladinis (49.96) Kristian Gkolomeev (48.44) Christos Katrantzis (49.26) Andreas Vazaios (49.17) | 3:16.83 |                  |
| 15   | 4       | 2    | Turquia        | Iskender Baslakov (50.24) Doğa Çelik (49.20) Kaan Turker Ayar (49.72) Kemal Arda Gürdal (48.81)           | 3:17.97 |                  |
| 16   | 2       | 5    | Roménia        | Marius Radu (49.40) Daniel Macovei (49.66) Alexandru Coci (49.84) Robert Glinta (49.23)                   | 3:18.13 |                  |
| 17   | 4       | 1    | Israel         | Liran Konovalov (50.10) Yakov Toumarkin (49.42) Ziv Kalontarov (50.18) David Gamburg (48.61)              | 3:18.31 |                  |
| 18   | 4       | 4    | Bielorrússia   | Arseni Kukharau (49.89) Anton Latkin (50.14) Yauhen Tsurkin (49.25) Artsiom Machekin (49.12)              | 3:18.40 |                  |
| 19   | 4       | 8    | Lituânia       | Simonas Bilis (49.49) Mindaugas Sadauskas (49.78) Povilas Strazdas (50.33) Tadas Duškinas (50.55)         | 3:20.15 |                  |
| 20   | 3       | 1    | Egito          | Omar Eissa (50.43) Mohamed Khaled (49.79) Marwan El-Kamash (49.83) Ali Khalafalla (50.54)                 | 3:20.59 |                  |
| 21   | 3       | 4    | Sérvia         | Ivan Lenđer (49.95) Uroš Nikolić (50.47) Andrej Barna (49.91) Boris Stojanović (50.88)                    | 3:21.21 |                  |
| 22   | 4       | 6    | Estónia        | Ralf Tribuntsov (50.16) Kregor Zirk (50.46) Martti Aljand (50.85) Pjotr Degtjarjov (50.08)                | 3:21.55 | Recorde nacional |
| 23   | 3       | 0    | Venezuela      | Cristian Quintero (49.45) Albert Subirats (50.67) Daniele Tirabassi (50.62) Jesús López (51.06)           | 3:21.80 |                  |
| 24   | 4       | 0    | Suíça          | Alexandre Haldemann (50.21) Nils Liess (50.55) Jean-Baptiste Febo (51.01) Nico van Duijn (50.84)          | 3:22.61 |                  |
| 25   | 3       | 7    | México         | Alejandro Escudero (51.03) Lorenzo Loria (51.26) Mateo González (50.73) Daniel Ramirez Carranza (50.47)   | 3:23.49 |                  |
| 26   | 4       | 9    | Ucrânia        | Vitalii Alpatov (51.40) Bogdan Plavin (52.00) Illia Teslenko (50.37) Andriy Hovorov (50.30)               | 3:24.07 |                  |
| 27   | 1       | 5    | Uzbequistão    | Daniil Tulupov (50.40) Daniil Bukin (53.36) Aleksey Derlyugov (51.26) Khurshidjon Tursunov (51.34)        | 3:26.36 |                  |
| 28   | 2       | 3    | Singapura      | Quah Zheng Wen (51.13) Yeo Kai Quan (50.82) Pang Sheng Jun (51.78) Khoo Chien Yin Lionel (53.28)          | 3:27.01 |                  |
| 29   | 2       | 7    | Paraguai       | Charles Hockin Brusquetti (51.21) Matias Lopez (52.07) Renato Prono (55.18) Ben Hockin (49.58)            | 3:28.04 |                  |
| 30   | 1       | 3    | Índia          | Aaron D'Souza (51.38) Virdhawal Khade (51.70) Saurabh Sangvekar (53.56) Sajan Prakash (52.32)             | 3:28.96 |                  |
| 31   | 1       | 4    | Kuwait         | |         | DNS              |
| 31   | 3       | 5    | Uruguai        | |         | DNS              |

### Final
Esse foi o resultado da final.
| Pos.              | Raia | Nadadores                                                                                            | Nacionalidade | Tempo   | Notas            |
| ----------------- | ---- | --- | ------------- | ------- | ---------------- |
| Medalha de ouro   | 6    | Mehdy Metella (48.37) Florent Manaudou (47.93) Fabien Gilot (47.08) Jérémy Stravius (47.36)          | França        | 3:10.74 |                  |
| Medalha de prata  | 4    | Andrey Grechin (48.60) Nikita Lobintsev (47.98) Vladimir Morozov (46.95) Alexandr Sukhorukov (47.66) | Rússia        | 3:11.19 |                  |
| Medalha de bronze | 3    | Luca Dotto (48.75) Marco Orsi (47.75) Michele Santucci (48.48) Filippo Magnini (47.55)               | Itália        | 3:12.53 |                  |
| 4                 | 5    | Marcelo Chierighini (48.54) Matheus Santana (48.20) Bruno Fratus (48.08) João de Lucca (48.40)       | Brasil        | 3:13.22 |                  |
| 5                 | 1    | Paweł Korzeniowski (48.77) Kacper Majchrzak (48.50) Jan Holub (49.09) Konrad Czerniak (47.76)        | Polónia       | 3:14.12 | Recorde nacional |
| 6                 | 2    | Katsumi Nakamura (49.10) Shinri Shioura (48.35) Yuki Kobori (48.69) Takuro Fujii (48.90)             | Japão         | 3:15.04 |                  |
| 7                 | 8    | Ning Zetao (48.37) Yu Hexin (48.71) Lin Yongqing (49.18) Xu Qiheng (49.15)                           | China         | 3:15.41 |                  |
| 8                 | 7    | Santo Condorelli (48.33) Yuri Kisil (48.73) Karl Krug (49.51) Evan van Moerkerke (49.37)             | Canadá        | 3:15.94 |                  |

Legenda
| Recorde mundial       | Recorde mundial (World record)               |                       | Recorde africano                      | Recorde africano (African) |                                           | Q | Classificado por posição (Qualified) |
| Recorde do campeonato | Recorde do campeonato (Championship record)  | Recorde da América    | Recorde da América (Americas)         | q                          | Classificado por melhor tempo (Qualified) |   |                                      |
| Melhor marca do ano   | Melhor marca do ano (World leading)          | Recorde asiático      | Recorde asiático (Asian)              | DNS                        | Não largou (Did not start)                |   |                                      |
| Recorde nacional      | Recorde nacional (National record)           | Recorde europeu       | Recorde europeu (European)            | DNF                        | Não terminou (Did not finish)             |   |                                      |
| Recorde pessoal       | Recorde pessoal do atleta (Personal best)    | Recorde da Oceania    | Recorde da Oceania (Oceania)          | DSQ / DQ                   | Desclassificado (Disqualified)            |   |                                      |
| Recorde da temporada  | Recorde da temporada do atleta (Season best) | Recorde sul-americano | Recorde sul-americano (South America) | NM                         | Sem marca (No mark)                       |   |                                      |